# Іоносат-Мікро

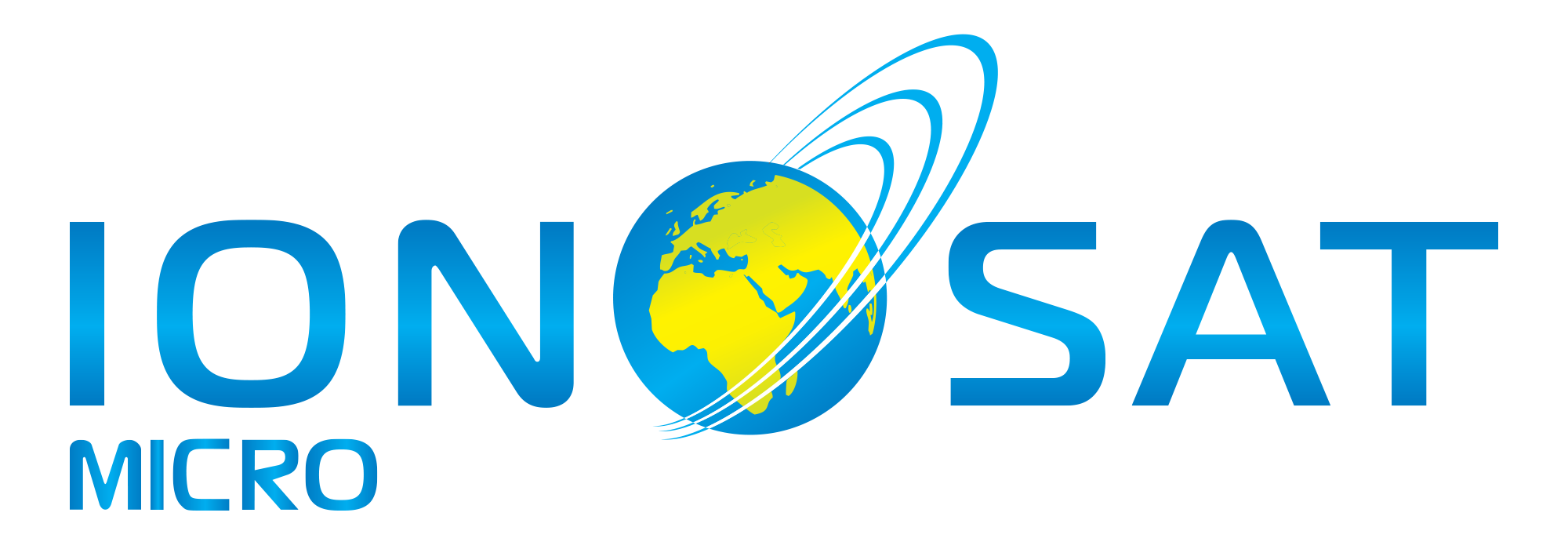
Логотип українського супутникового проєкту «Іоносат-Мікро»

«Іоносат-Мікро» (Ionosat Micro) — український супутниковий проєкт.
Координатор проєкту — Інститут космічних досліджень Національної академії наук України та Державного космічного агентства України.

## Загальні відомості
Місія «Іоносат — Мікро» здійснюється в рамках чинної Загальнодержавної цільової науково-технічної космічної програми України. Метою проєкту є вивчення динамічних процесів в іоносфері Землі, за допомогою узгоджених космічних та наземних вимірювань, для пошуку взаємозв'язку іоносферних збурень з процесами на Сонці, в магнітосфері, атмосфері та внутрішніх оболонках Землі.
Також, ставиться ряд часткових завдань:
- створення вірогідної та репрезентативної вибірки даних про збурення іоносфери вздовж орбітальної траси КА залежно від геліо- і геофізичних умов (сонячної та магнітної активності, широти, всесвітнього часу тощо);
- створення та апробація в льотних умовах комплексу наукової апаратури для реєстрації електро- та газодинамічних параметрів іоносфери;
- відпрацювання методик іоносферного моніторингу космічними та наземними засобами;
- перевірка технічних рішень щодо створення супутникової платформи;
- створення бази даних та вебінтерфейсу результатів проєкту;
- включення даних іоносферних спостережень до глобальних геоінформаційних систем;
- впровадження результатів досліджень в освітній процес. Популяризація космічних досліджень в Україні.

В основу задуму проєкту покладені наступні методичні принципи:
- реалізація на борту одного супутника максимально повної діагностики параметрів іоносфери контактними методами в широкому діапазоні часових і просторових масштабів;
- пріоритетність моніторингових режимів вимірювань з метою створення репрезентативної вибірки іоносферних спостережень;
  - створення, в результаті виконання проєкту, бази даних параметрів збуреної іоносфери в інтересах дослідження фізичних процесів в іоносфері, космічної погоди, террагенних та антропогенних ефектів в космосі.

## Учасники проєкту
| Організація-учасник | Завдання |         |
| УКРАЇНА | УКРАЇНА | УКРАЇНА |
| --- | --- | ------- |
| Інститут космічних досліджень, м. Київ [Архівовано 23 листопада 2016 у Wayback Machine.]                                                     | Координація виконання наукової програми. Забезпечення функціонування центру управління ходом космічного експерименту і центру обробки наукової інформації |         |
| ДП "КБ «Південне», м. Дніпропетровськ [Архівовано 5 листопада 2018 у Wayback Machine.]                                                       | Виготовлення КА «Мікросат-М», інтеграція корисного навантаження, планування роботи КА, формування супровідної інформації про параметри КА |         |
| Львівський центр Інституту космічних досліджень, м. Львів [Архівовано 9 січня 2016 у Wayback Machine.]                                       | Координація робіт зі створення бортового комплексу наукової апаратури. Виготовлення магнітно-хвильового комплексу (MWC), блока електроніки для аналізатора густини частинок (АГЧ), системи збору наукової інформації (СЗНІ). Проведення вимірювань, оброблення даних |         |
| Інститут технічної механіки, м. Дніпропетровськ [Архівовано 1 квітня 2022 у Wayback Machine.]                                                | Виготовлення АГЧ, проведення вимірювань, оброблення даних |         |
| Національний центр управління та випробування космічних засобів [Архівовано 17 січня 2016 у Wayback Machine.], м. Дунаєвці Хмельницької обл. | Управління польотом, прийом наукової та телеметричної інформації з борта КА |         |
| ПОЛЬЩА | |         |
| Центр космічних досліджень, м. Варшава [Архівовано 25 червня 2011 у Wayback Machine.]                                                        | Виготовлення приладу RFA, проведення вимірювань, оброблення даних |         |
| БОЛГАРІЯ | |         |
| Інститут космічних досліджень та технологій, м. Софія [Архівовано 17 вересня 2020 у Wayback Machine.]                                        | Виготовлення приладу ИД-2, проведення вимірювань, оброблення даних |         |

## Історія створення проєкту
Формування наукових завдань проєкту «Іоносат — Мікро» відбувалося протягом тривалого часу, а концептуальні положення були вперше сформульовані ще в 1990-х роках, в ході розробки нереалізованої місії «Попередження». Тоді, після трагічного Спітакського землетрусу (1988 р.), політичне керівництво СРСР ініціювало розробку нових, більш ефективних методів прогнозу землетрусів, заснованих, зокрема, і на використанні нетрадиційних для сейсмології підходів, таких як спостереження іоносферних провісників землетрусів тощо. Так виник задум місії «Попередження», яка, якби не розпад СРСР (1991 р.), могла б стати найбільш масштабним супутниковим проєктом в історії світових досліджень іоносфери. Проєкт «Іоносат — Мікро» на супутнику «Мікросат» є втіленням ідей місії «Попередження» на сучасній науковій і технологічній основі.
У проєкті «Іоносат — Мікро» для діагностики електромагнітних процесів в іоносферній плазмі використовується приладовий комплекс MWC, розроблений фахівцями Львівського центру Інституту космічних досліджень [Архівовано 9 січня 2016 у Wayback Machine.]. Експериментальне відпрацювання елементів MWC було проведено в космічному експерименті «Варіант» на українському супутнику дистанційного зондування Землі «Січ-1М» (2004 р). Для вимірювання газоплазмових параметрів іоносфери — концентрації і температури нейтральних і іонізованих газів — служить приладовий комплекс DN — DE, створений в Інституті технічної механіки [Архівовано 1 квітня 2022 у Wayback Machine.]. Льотне відпрацювання датчиків DN і DE було проведено в експерименті «Потенціал» на українському супутнику дистанційного зондування Землі «Січ-2» (2012 р). В реалізації проєкту «Іоносат — Мікро» беруть участь іноземні партнери: Центр космічних досліджень Польської академії наук [Архівовано 25 червня 2011 у Wayback Machine.], виробник спектроанализатора плазмових хвиль RFA, та Інститут космічних досліджень і технологій Болгарської академії наук [Архівовано 17 вересня 2020 у Wayback Machine.], виробник іонного дрейфометра IDM.
Підготовка проєкту «Іоносат — Мікро» вступила в завершальну фазу.

## Космічний апарат і параметри орбіти
Для реалізації проєкту «Іоносат — Мікро» створюється спеціальний космічний апарат «Мікросат». Розробник — Державне підприємство "КБ «Південне» ім. М. К. Янгеля. Варіанти виведення супутника на орбіту опрацьовуються.
| ОРБІТА                                              | ОРБІТА            |
| --------------------------------------------------- | ----------------- |
| колова, експлуатаційний діапазон висот              | 620…710 км        |
| нахил                                               | 97,9…98,2°        |
| сонячно-синхронна, місцевий час в низхідному вузлі  | 10…14 год         |
| ОРІЄНТАЦІЯ                                          |                   |
| тип                                                 | активна трьохосна |
| точність орієнтації в орбітальній системі координат | 5° (3σ)           |
| кутові швидкості стабілізації КА                    | < 0,01 °/с (3σ)   |
| ПЕРЕДАЧА ДАНИХ НА ЗЕМЛЮ                             |                   |
| радіолінія X-діапазону                              | 30.72 Мбіт/с      |
| службова радіолінія S-діапазону                     | 32 Кбіт/с         |
| МАСА КА                                             |                   |
| всього                                              | до 200 кг         |
| в тому числі, корисного навантаження                | до 75 кг          |
| ГАРАНТІЙНИЙ ТЕРМІН ФУНКЦІОНУВАННЯ                   |                   |
| не менше 3-х років                                  |                   |
| ПОХИБКИ КООРДИНАТНО-ЧАСОВОЇ ПРИВ'ЯЗКИ ВИМІРЮВАНЬ    |                   |
| похибка позиціонування КА                           | не більше 1,5 км  |
| похибка визначення орієнтації КА (осей датчиків)    | не більше 1°      |
| похибка шкали бортового часу                        | не більше 1 мсек  |

## Комплекс наукової апаратури
Комплекс наукової апаратури «Іоносат — Мікро» забезпечує реєстрацію:
- Динамічної структури та фізичних параметрів нейтральних і заряджених компонент космічного середовища;
- Тонкої просторової структури та фізичних параметрів іоносферних струмових систем і магнітного поля Землі;
- Фізичних параметрів електромагнітних хвильових структур УНЧ — КНЧ — ДНЧ діапазону

Загальні параметри комплексу наукової апаратури:
- маса до 20 кг,
- енергоспоживання до 51 Вт,
- інформативність до 6 Гбайт за добу

Склад комплексу наукової апаратури:
1. Магнітно-хвильовий комплекс MWC[8] (в складі ферозондового магнітометра FGM, 3-х хвильових зондів WP, електричного зонда ЕР) — виробник Львівський центр Інституту космічних досліджень [Архівовано 9 січня 2016 у Wayback Machine.]. Вимірювані параметри: 3 компоненти магнітного поля (0–20000 Гц), 3 компоненти електричного поля (1–20 000 Гц), 3 компоненти густини електричного струму в плазмі (1–20 000 Гц).
2. Спектроаналізатор RFA[9] — виробник Центр космічних досліджень Польської академії наук [Архівовано 25 червня 2011 у Wayback Machine.]. Вимірювані параметри: спектри 3-х компонент електричного поля (20 КГц–15 МГц).
3. Аналізатор густини частинок в складі блока датчиків нейтрального компонента плазми DN і блока датчиків електронного компонента плазми DE[10] [9] — виробник Інститут технічної механіки [Архівовано 1 квітня 2022 у Wayback Machine.]. Вимірювані параметри: концентрації та температури нейтральних і заряджених частинок.
4. Іонний дрейфометр IDM — виробник Інститут космічних досліджень і технологій Болгарської академії наук [Архівовано 17 вересня 2020 у Wayback Machine.]. Вимірювані параметри: концентрація, температура та швидкість дрейфу іонної компоненти плазми, поперечна компонента постійного електричного поля, спектр плазмових неоднорідностей.
5. Система збору наукової інформації — виробник Львівський центр Інституту космічних досліджень [Архівовано 9 січня 2016 у Wayback Machine.].